# What a Feeling
What a Feeling è un singolo del disc jockey e produttore discografico italiano Alex Gaudino, pubblicato il 22 aprile 2011 dalle etichette discografiche 541 e Ministry of Sound.

## Descrizione
Il brano è stato registrato in collaborazione con la cantante pop statunitense Kelly Rowland, che ne ha curato la scrittura insieme a Jenson Vaughan, Joseph "Lonny" Bereal, Alex Gaudino, Giuseppe D'Albenzio e Emmanuel Mijares. La canzone è stata prodotta da Alex Gaudino insieme a Jason Rooney.
Il video è uscito il 12 maggio successivo.

## Tracce
Promo - Digital (541 / N.E.W.S. 541072D [be] / EAN 5414165043867)
1. What a Feeling (Radio Version) – 2:58

CD-Single (Ministry Of Sound 505249864092 (Warner) / EAN 5052498640928)
1. What a Feeling (Radio Edit) – 2:59
2. What a Feeling (Extended Mix) – 6:38

## Classifiche
| Classifiche (2011) | Posizione massima |
| ------------------ | ----------------- |
| Belgio (Fiandre)   | 32                |
| Belgio (Vallonia)  | 60                |
| Irlanda            | 38                |
| Germania           | 84                |
| Paesi Bassi        | 66                |
| Regno Unito        | 6                 |